# マルグリット・ド・ブルボン (1344-1416)
マルグリット・ド・ブルボン（フランス語：Marguerite de Bourbon, 1344年 - 1416年）は、ブルボン公ピエール1世とイザベル・ド・ヴァロワの娘。母イザベルはヴァロワ伯シャルルの娘であった。

## 結婚
1368年6月30日にアルブレ領主アルノー＝アマニューと結婚した。この結婚は、フランス王シャルル5世とアルノー＝アマニューの間の秘密条約によるものであった。2人の間には以下の子女が生まれた。
- シャルル1世（1368年 - 1415年） - ドルー伯、フランス軍総司令官（Connétable de France）。アジャンクールの戦いで戦死した。
- マルグリット（1453年没） - 1410年にグライー家のキャプタル・ド・ビュシュであるガストン1世と結婚